# Евробийт
Евробийт (на английски: eurobeat) е жанр електронна музика, който възниква в Европа след средата на 80-те години на XX век и смесва в себе си два други жанра: италодиско и Hi-NRG. Има характерно силно синтезаторно звучене. Ранните композиции до средата на 90-те години се отличават със средно темпо (125 – 150 BPM), докато по-късните са по-бързи (140 – 190 BPM) и често включват в себе си електрически китари.
Повечето от първите евробийт песни излизат в серията от компилации That’s Eurobeat, която е издавана в периода 1986 – 1994 г. и включва 44 диска. Тази разновидност на жанра е много различна от това, което се нарича евробийт в днешно време. Евробийтът днес е популярен най-вече в Япония и е вид евроденс с бързо темпо и тежки китари. Там през 1990 г. е създадена една от най-дълго продължаващите серии от музикални компилации – Super Eurobeat, съдържаща 250 диска.